# Виноградне (Маріуполь)

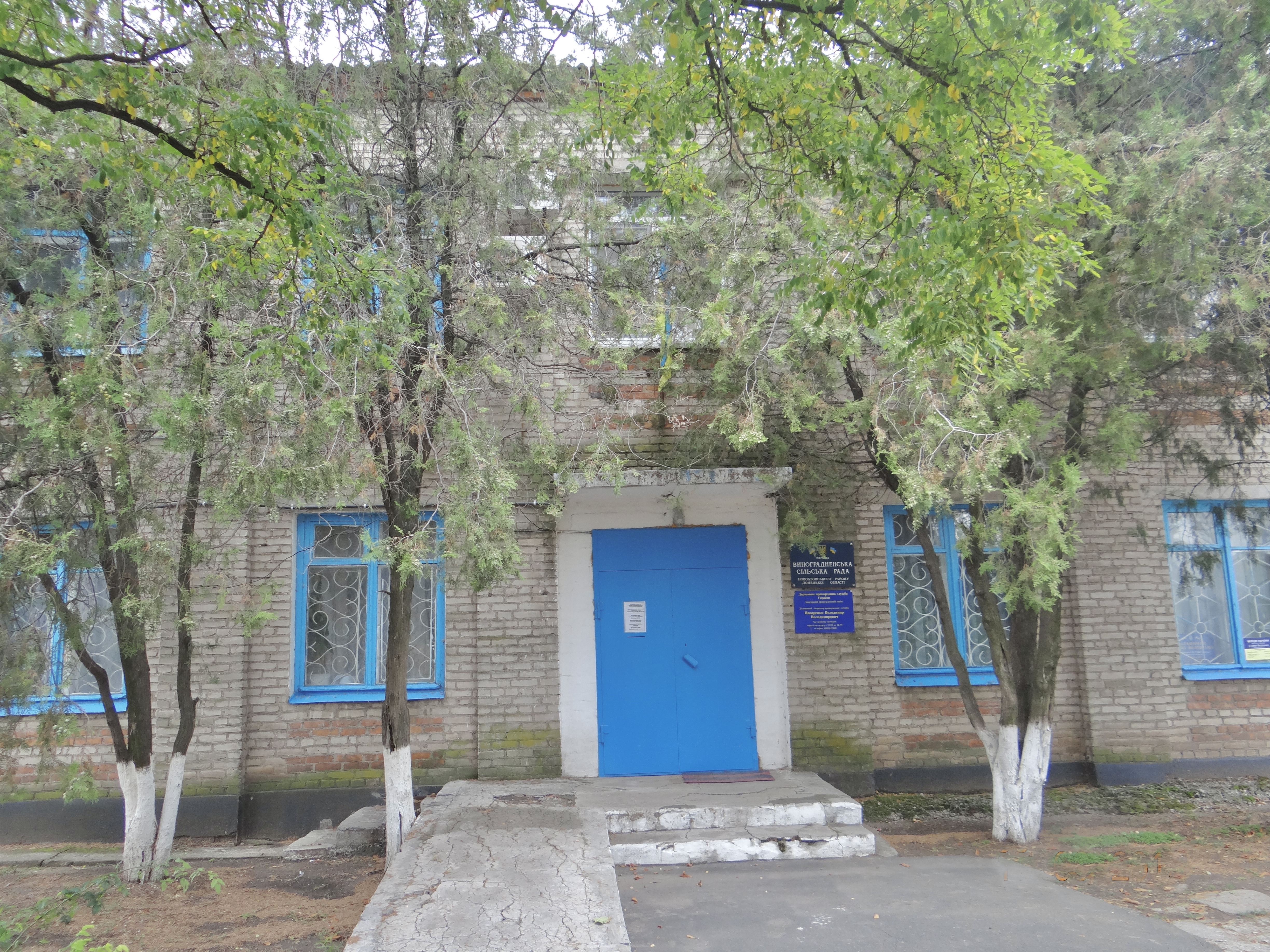
Будівля колишньої сільради

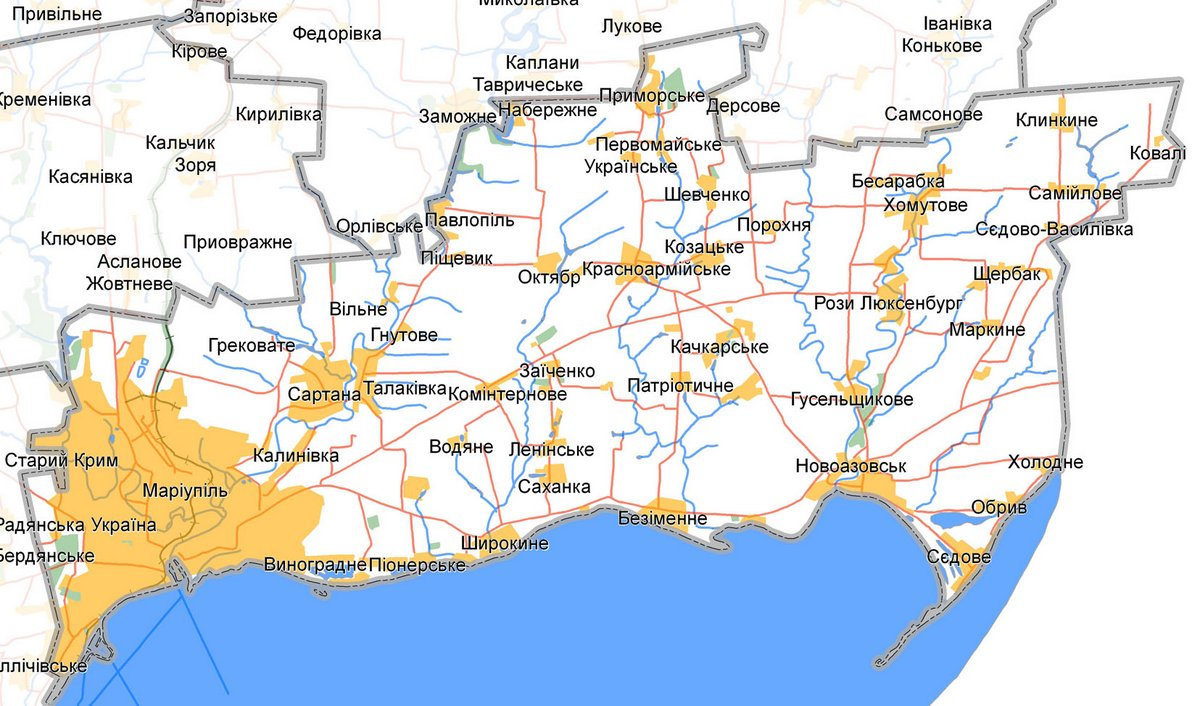
На карті Новоазовського району

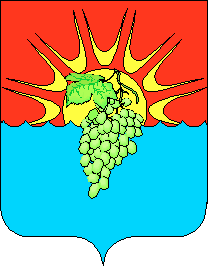
Герб села Виноградного

47°05′26″ пн. ш. 37°39′37″ сх. д. / 47.090555555556° пн. ш. 37.660277777778° сх. д.
Виногра́дне — місцевість у Лівобережному районі Маріуполя, колишнє село Донецької області.

## Загальні відомості
Виноградне розташоване на березі Азовського моря, за 13 км від залізничної станції Маріуполь. Площа — 11,5 км² , населення — 1710, густота — 149 мешканців на км².
На території Виноградного розташована центральна садиба колгоспу ім. XX партз'їзду, який має 2718 га орної землі. У господарстві переважає виробництво зерна; вирощується також соняшник, розвинуте овочівництво.
Тут є восьмирічна школа, бібліотека. Працює комбінат побутового обслуговування; є дитячі ясла.
Головою колгоспу ім. XX партз'їзду з 1951 до 1966 року працював Герой Соціалістичної Праці П. М. Нестеренко, уродженець села Приморського (помер у 1966 році).
Щопівгодини Виноградним проходить автобус № 67 за маршрутом Сопине — Маріуполь (стан 3600, заводоуправління «Азовсталі»). Завдяки сприятливому кліматичному розташуванню (у долині між морем та старим береговим пагорбом) Виноградне є значним постачальником городини на ринки Маріуполя, Донецька та багатьох інших містечок та сіл Донеччини.
До 2015 року Виноградне було селом Новоазовського району. Виключене з облікових даних 5 червня 2015 року у зв'язку з включенням у межі міста Маріуполя. Було центром однойменної сільської ради.
19 жовтня 2016 року Виноградне було обстріляне терористами ДНР. Внаслідок обстрілу ніхто не загинув, проте було ушкоджено 4 житлових будинки.

## Історія
Вайнберґ (Weinberg) до 1917 – село області Війська Донського, Таганрозький округ Павлопільської волості; у радянські часи – Сталінська область, Будьонівський (Новомиколаївський) район. Євангелістський хутір, заснований у 1881 році. Засновники з бердянських колоній. Євангелістський прихід Остгайм. Молитовний будинок. Землі 1064 дес. (1915; 7 дворів). Повітряний млин у цегляній будівлі. Мешканців: 48 (1915), 57 (1918), 90 (1924).
7 (20) листопада 1917 року, відповідно до Третього Універсалу Української Центральної Ради, увійшло до складу Української Народної Республіки.
95 мешканців села брали участь у боях проти німецько-фашистських загарбників, з них 25 загинули, 68 нагороджені орденами та медалями. 1949 року в селі встановлено пам'ятник на честь воїнів, які загинули в роки Великої Вітчизняної війни.

## Відомі уродженці
- Тарута Сергій Олексійович

## Населення
За даними перепису 2001 року населення села становило 1738 осіб, із них 43,44 % зазначили рідною мову українську, 56,16 % — російську, 0,06 % — єврейську та грецьку мови.

## Галерея

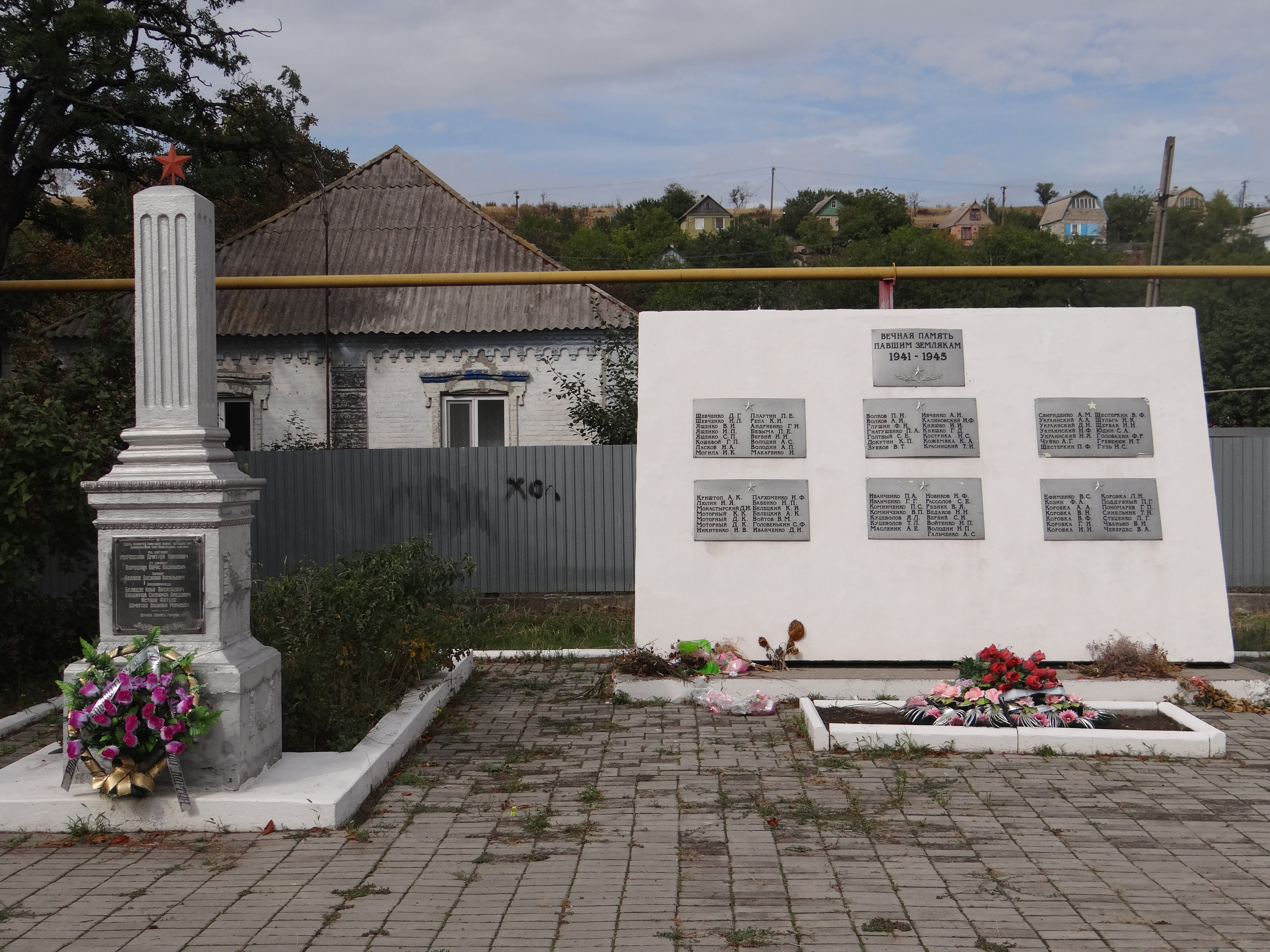
Братська могила радянських воїнів Південного фронту
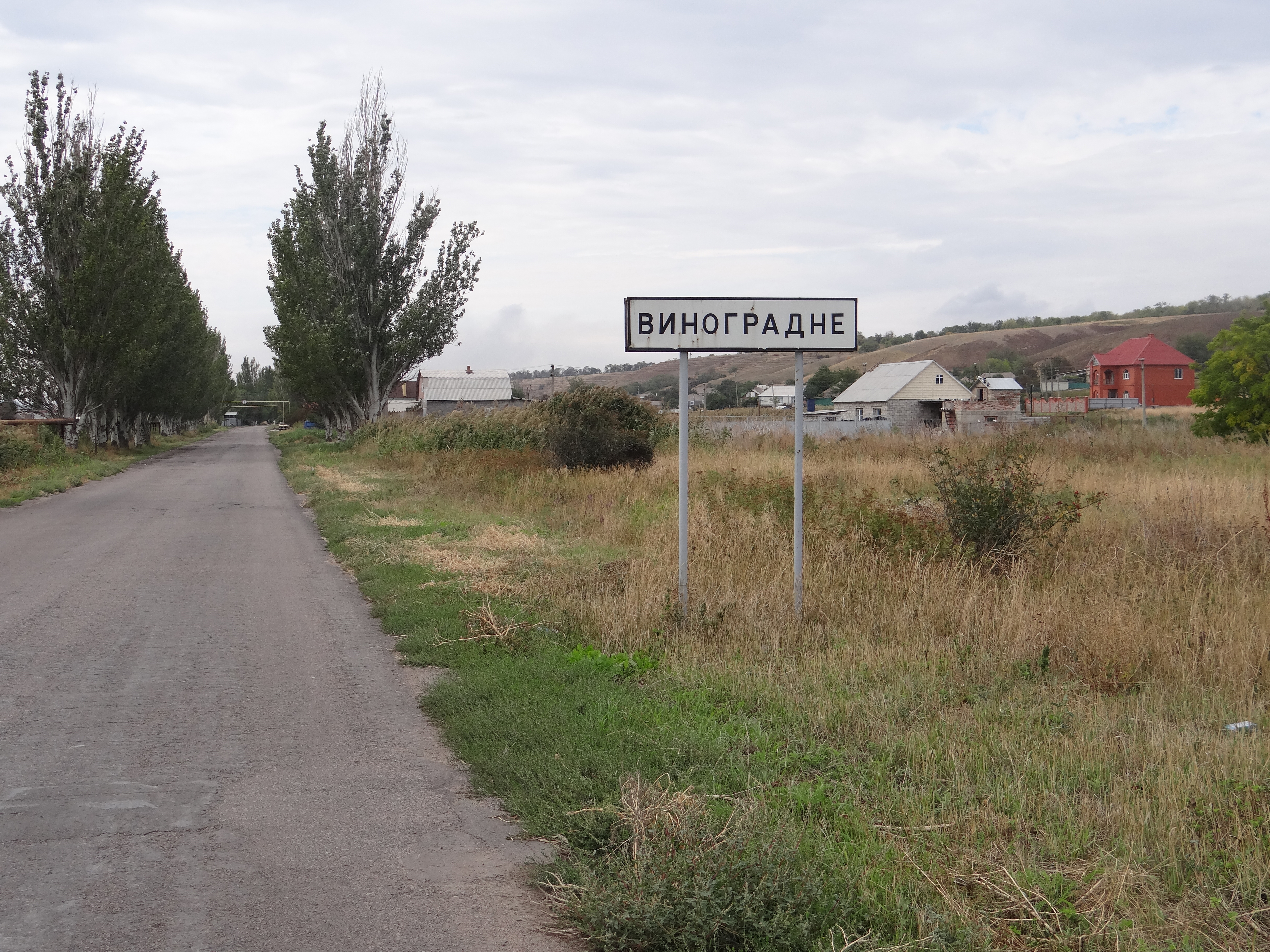
В'їзд з боку Піонерського
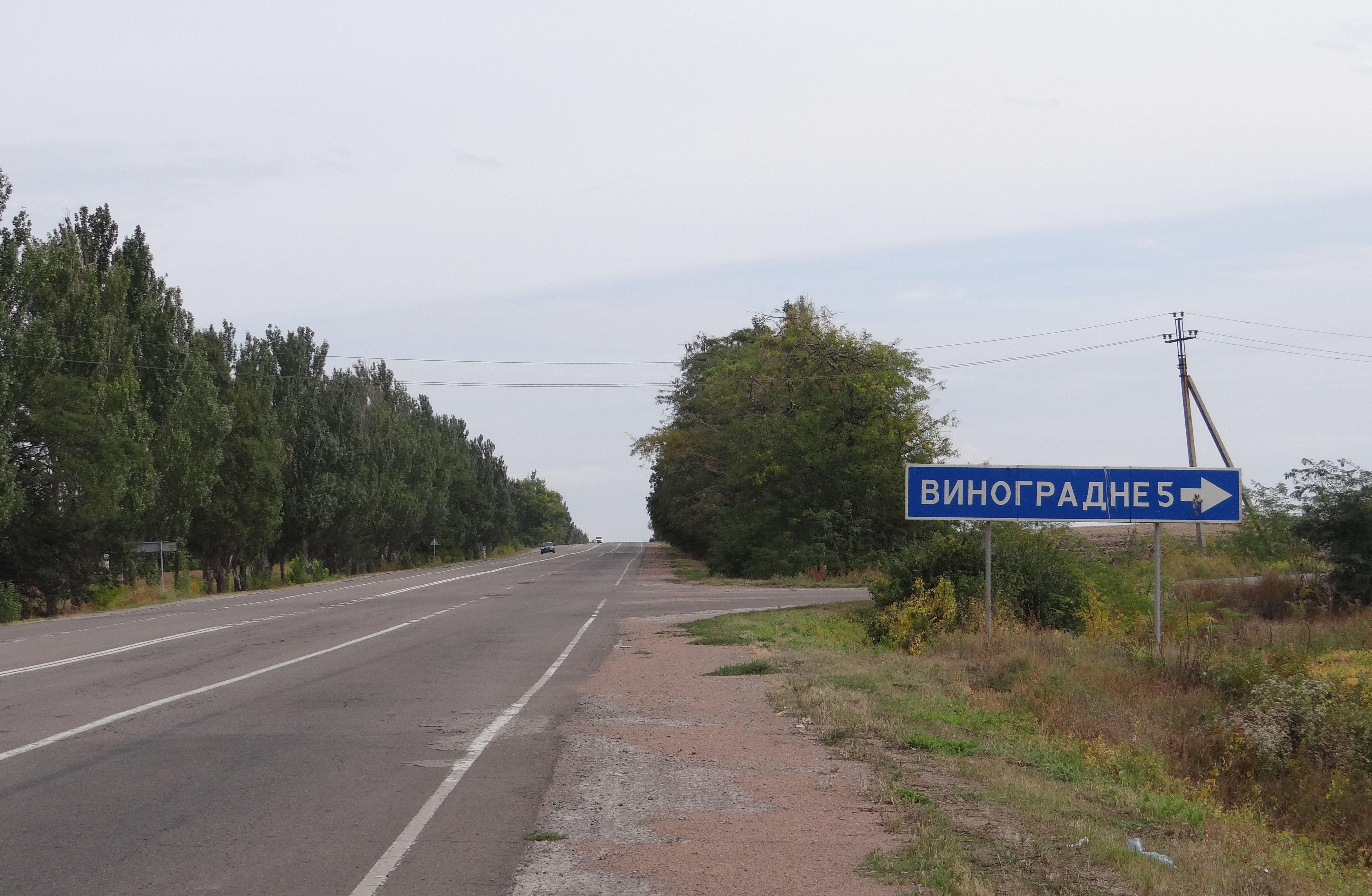
Поворот з E58
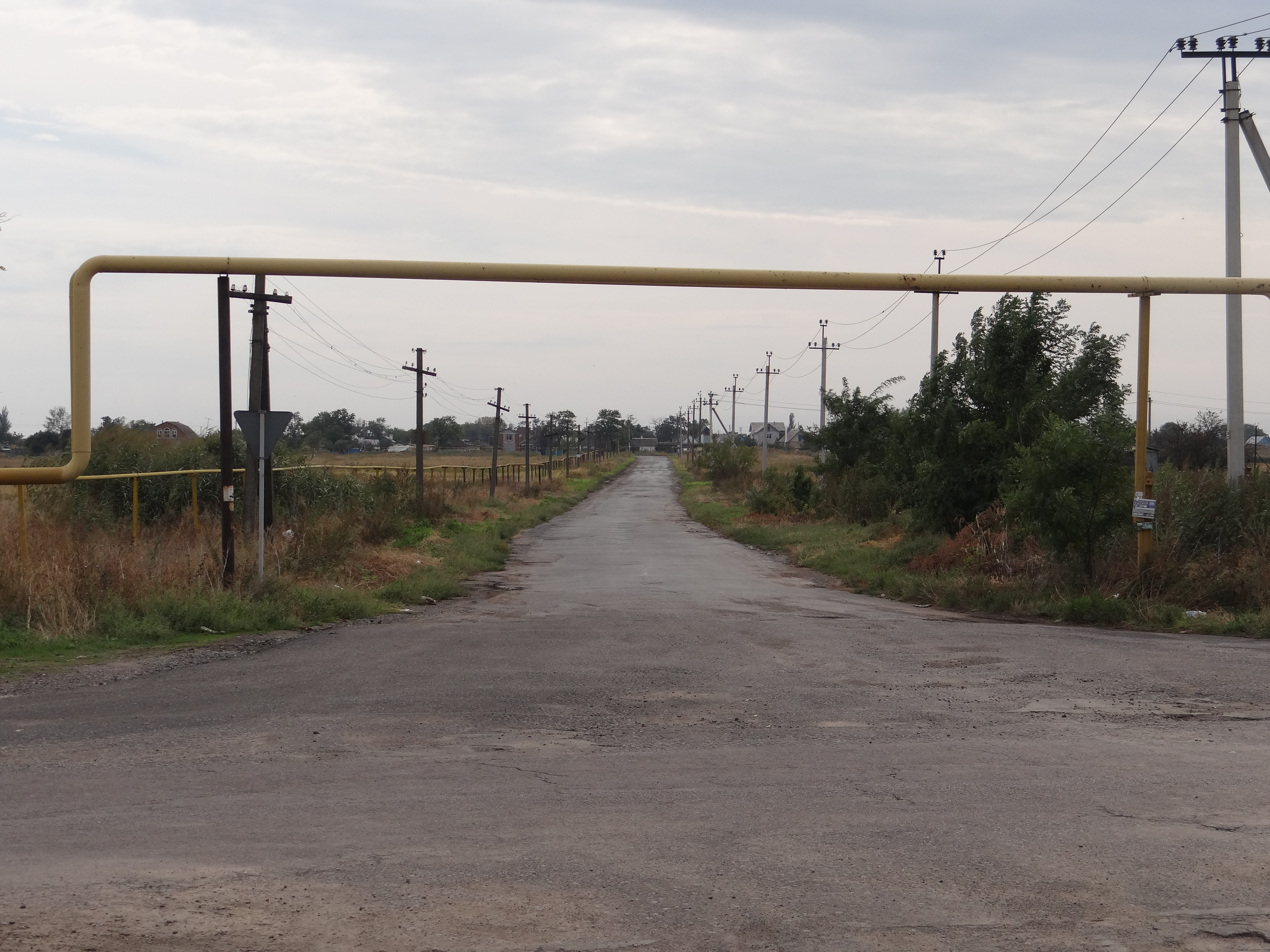
Заїзд на острів (Приморське)
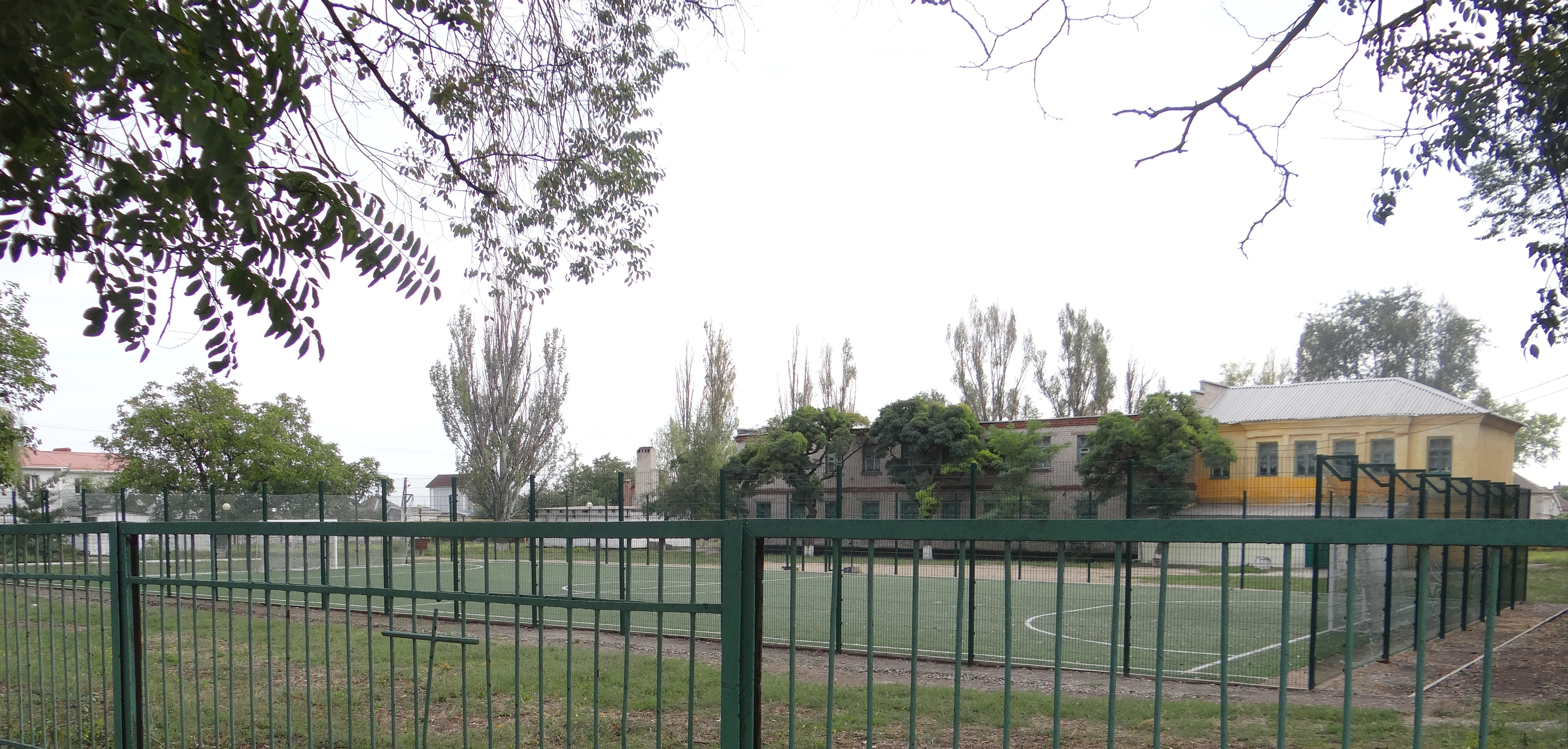
Школа у Виноградному
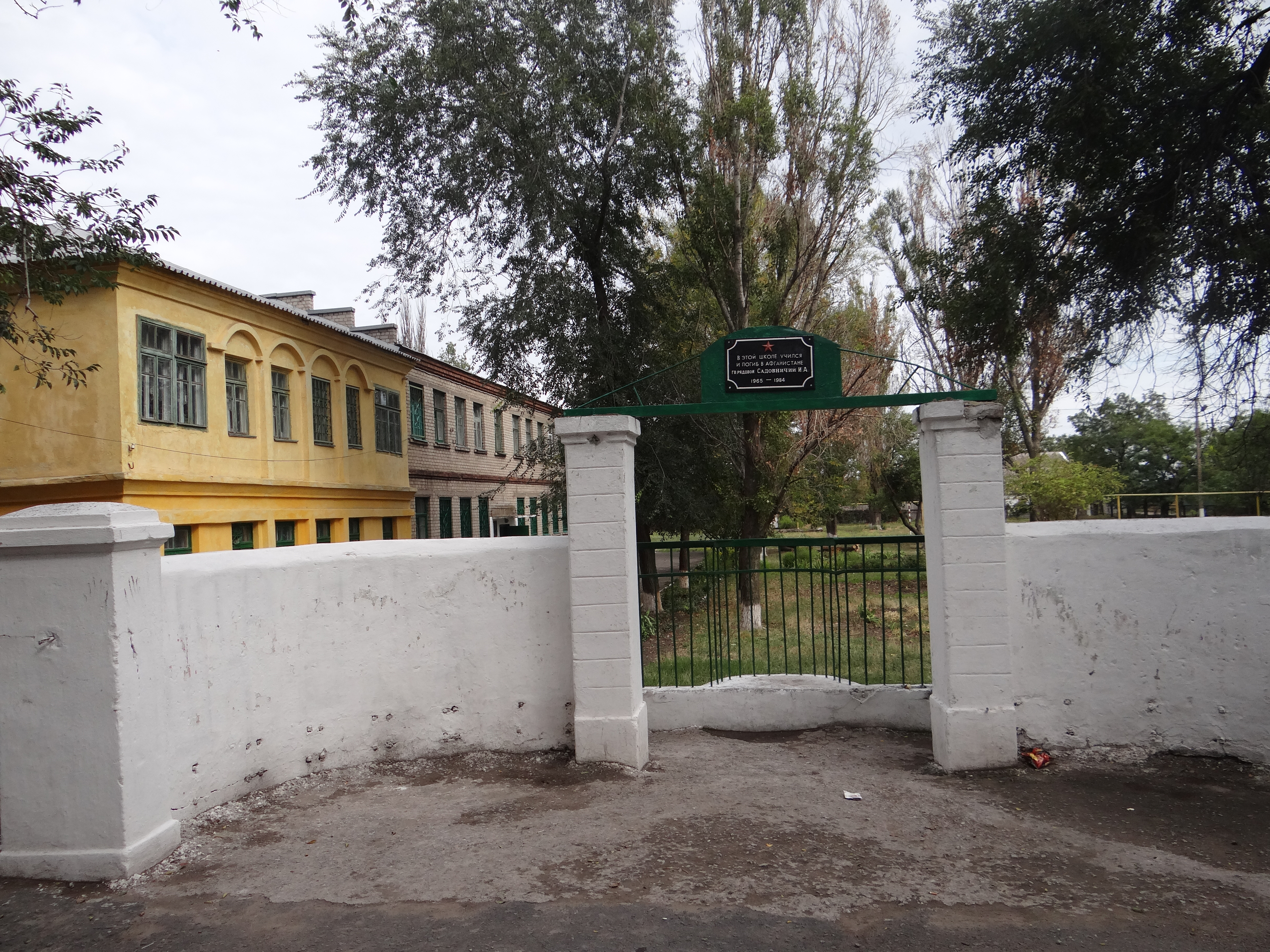
Школа у Виноградному
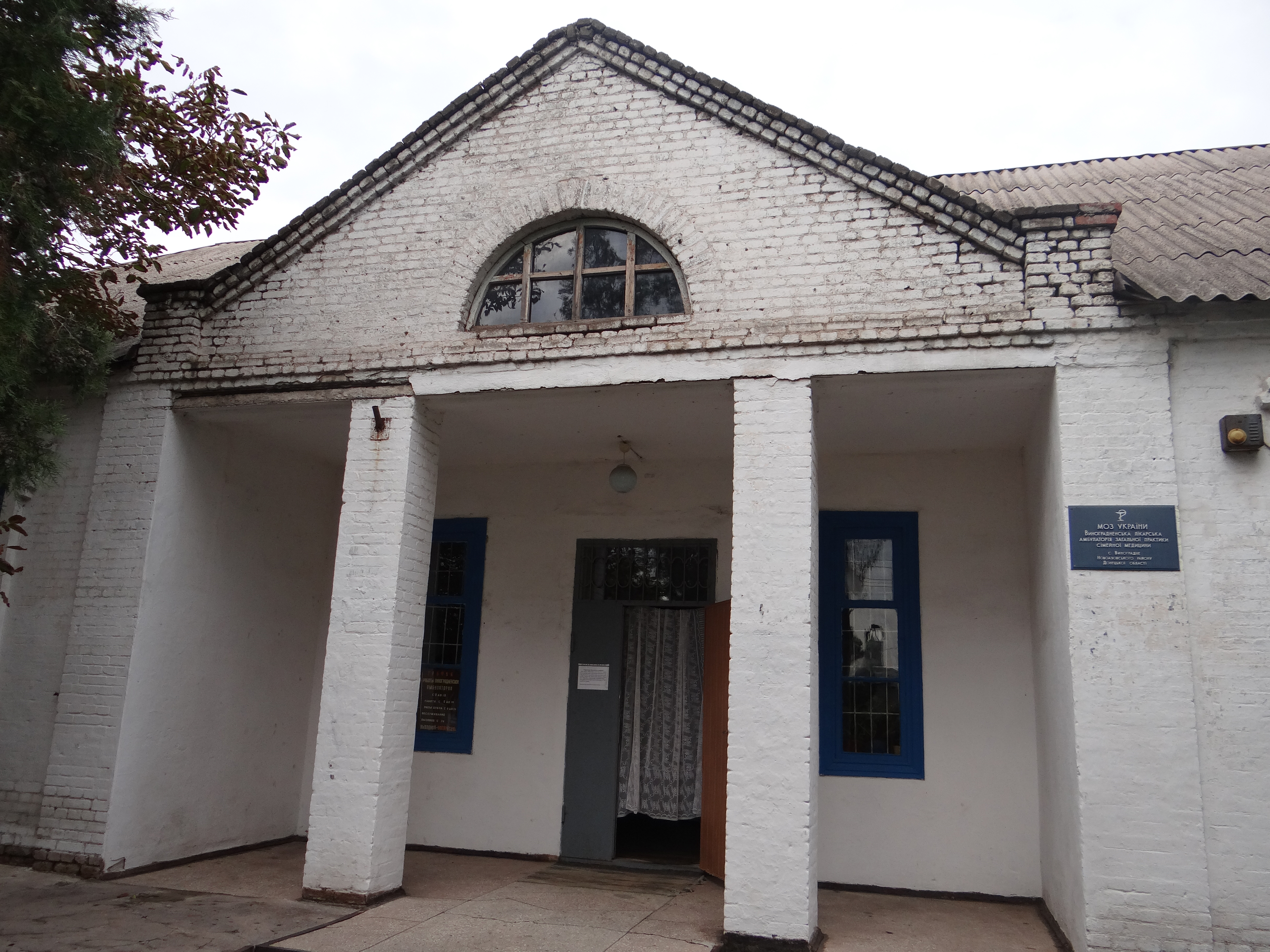
Виноградненська амбулаторія
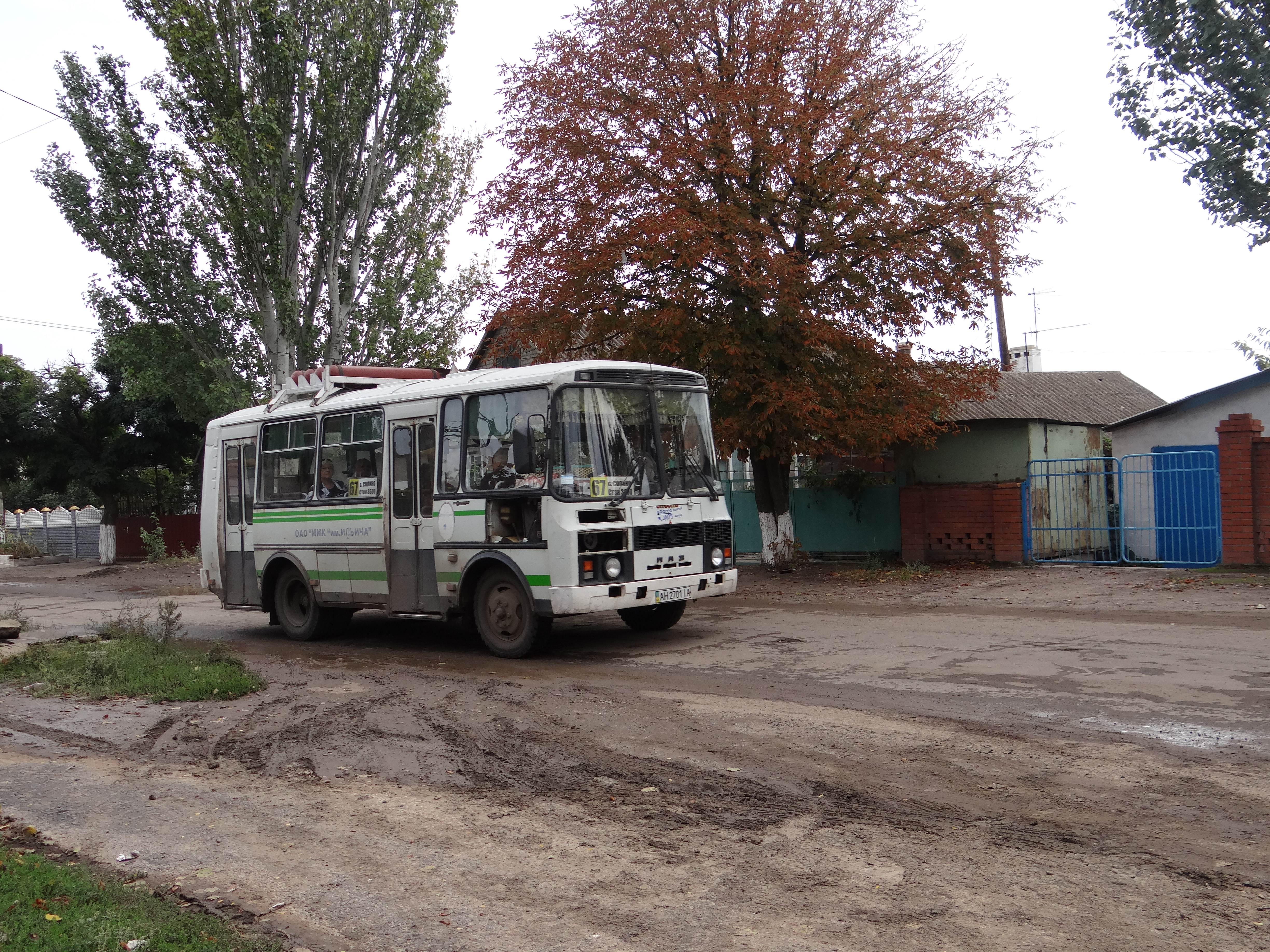
Єдиний міський транспорт села
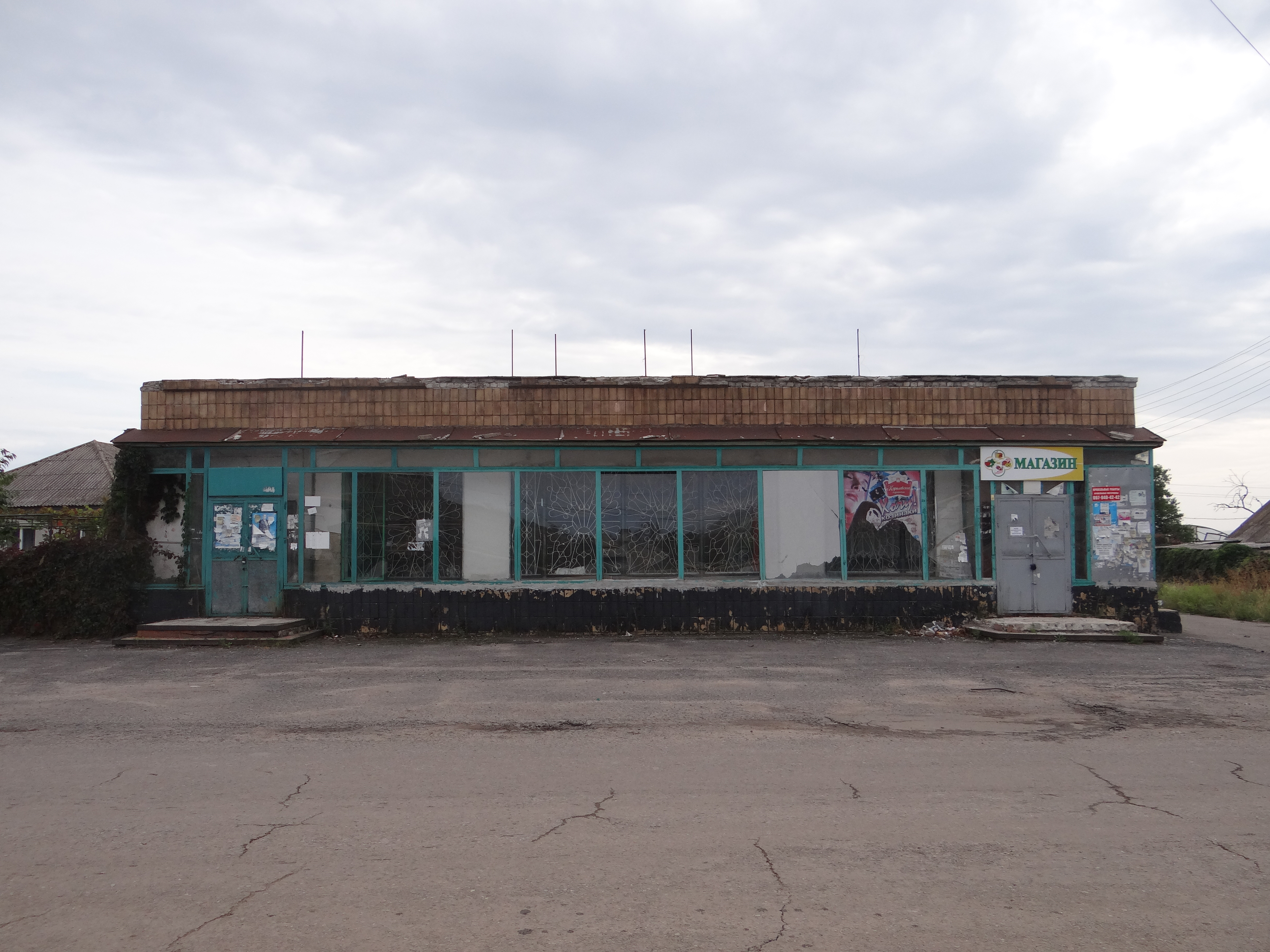
Колишній Виноградненській сільмагазаин
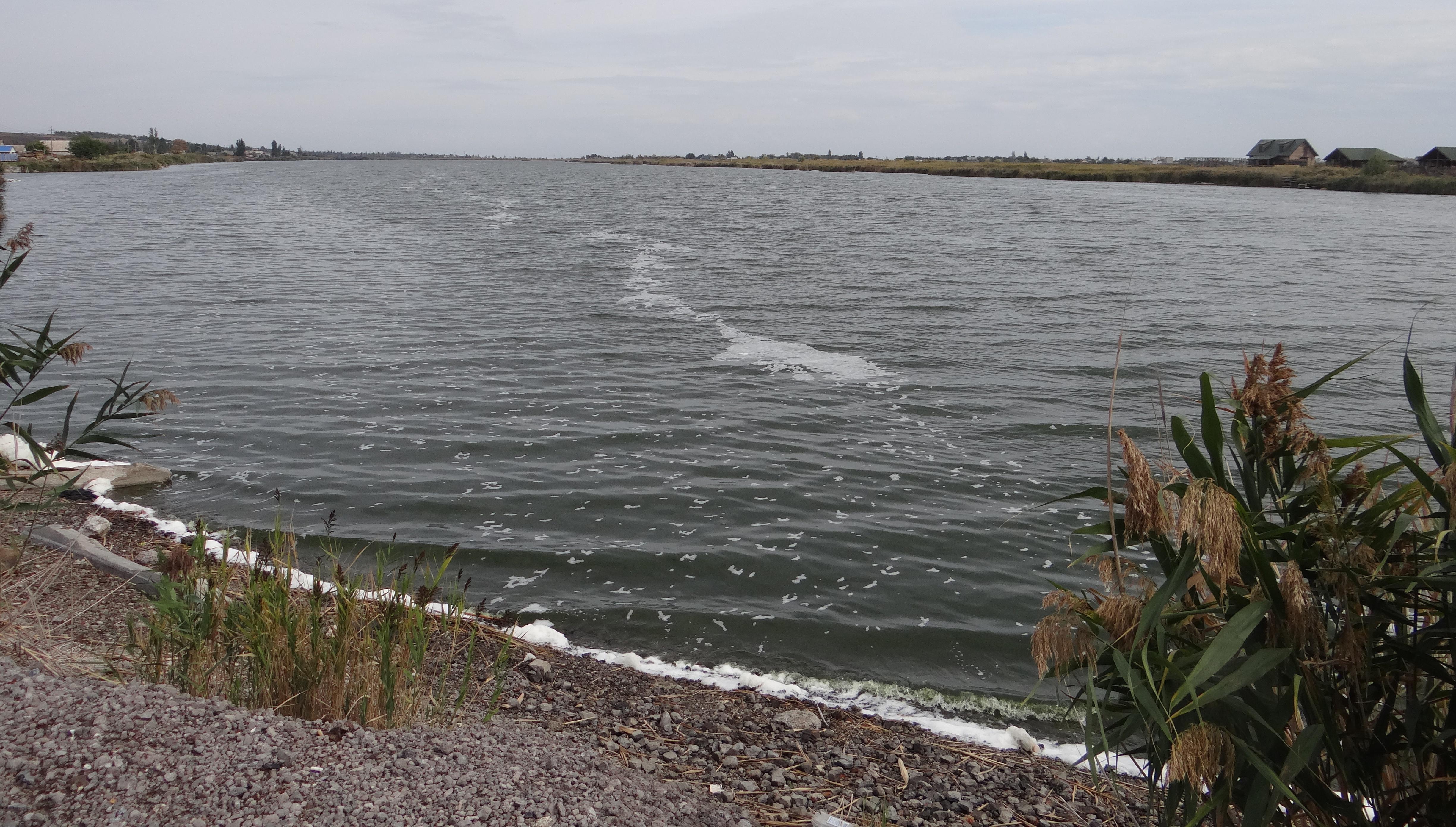
Великий Виноградненський бакай
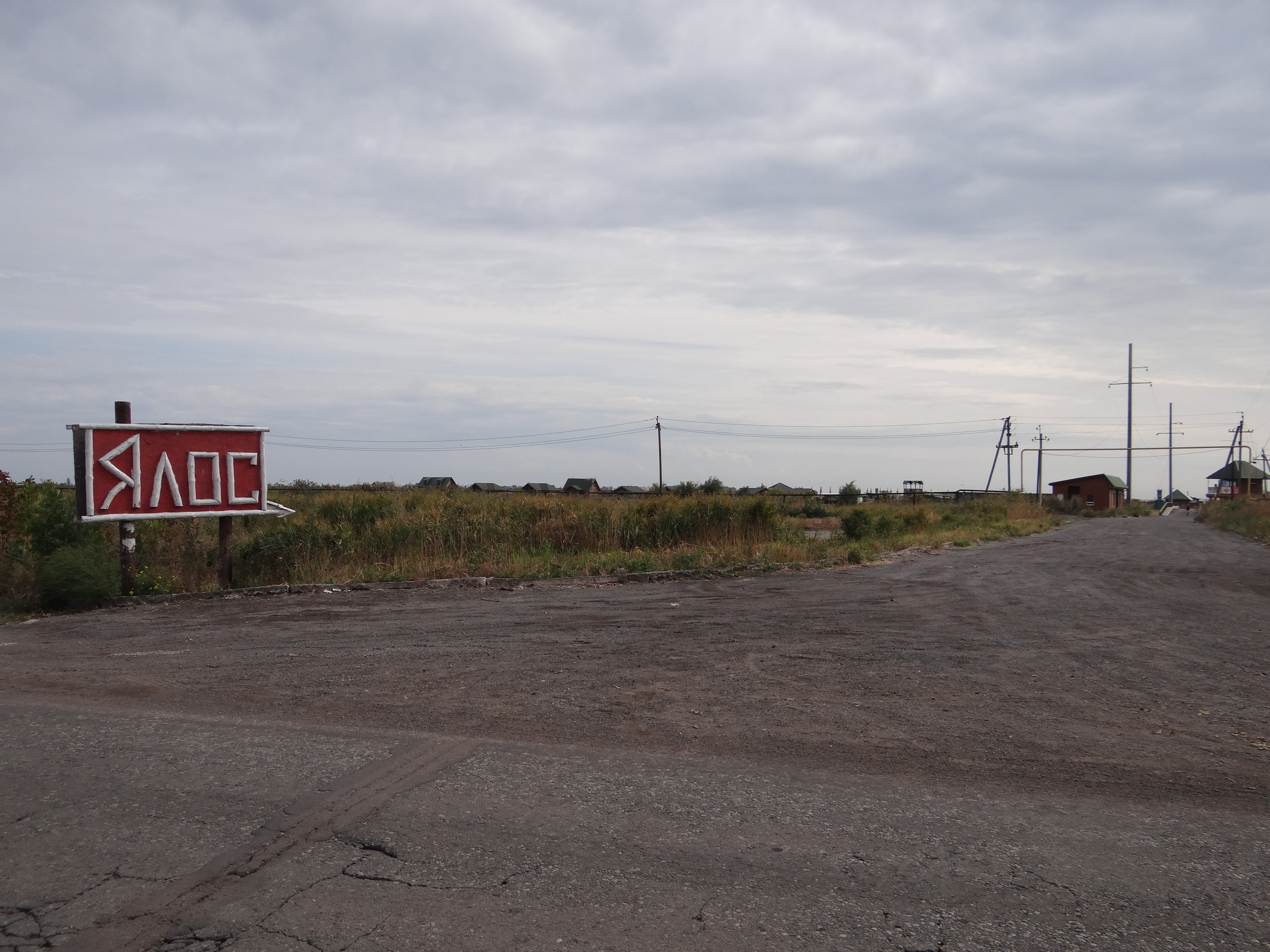
В'їзд на «Ялос»
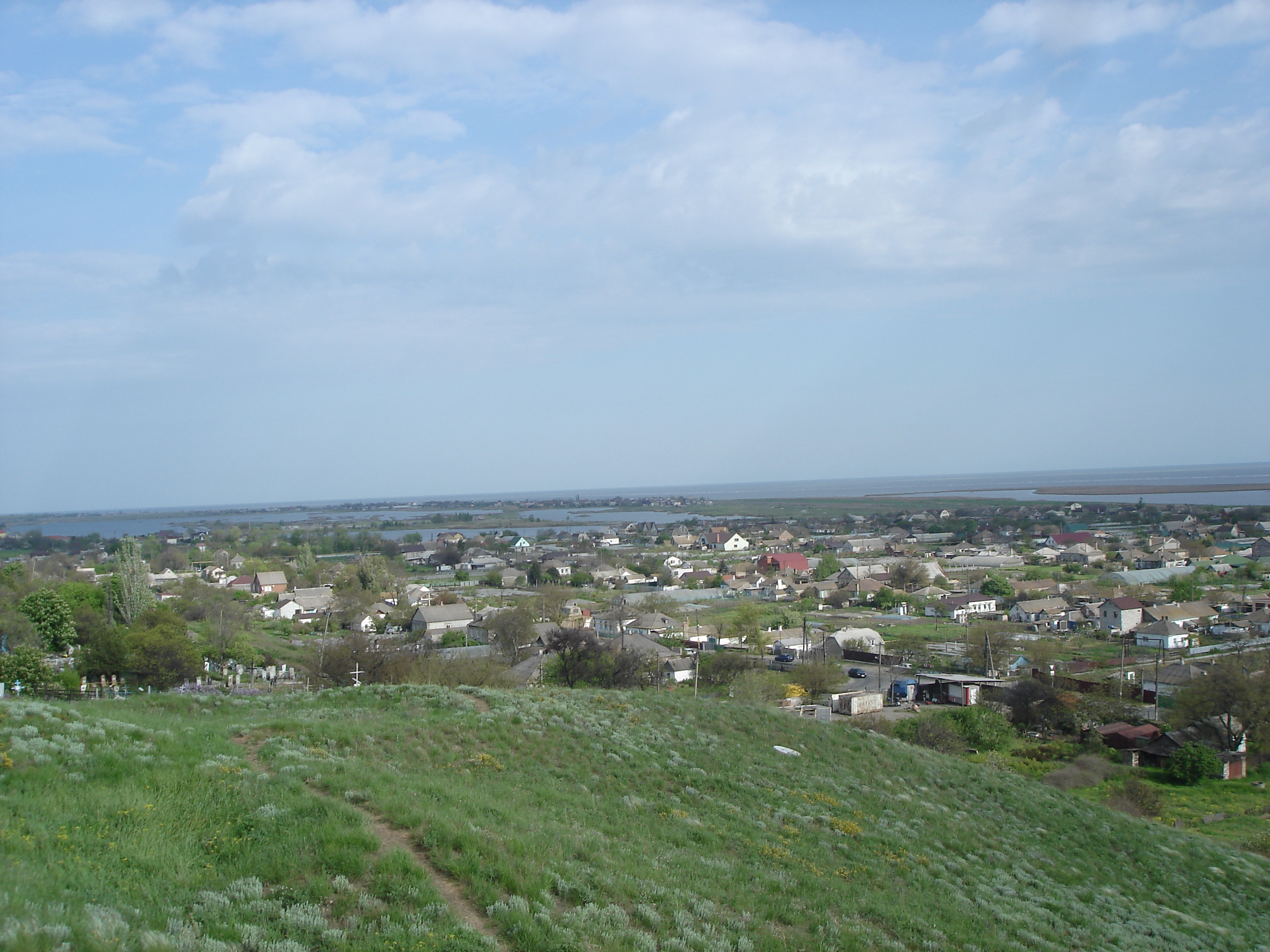
Виноградне та бакаї